# Hendricks (Virginia Occidental)
Hendricks es un pueblo ubicado en el condado de Tucker en el estado estadounidense de Virginia Occidental. En el Censo de 2010 tenía una población de 272 habitantes y una densidad poblacional de 303,53 personas por km².

## Geografía
Hendricks se encuentra ubicado en las coordenadas 39°4′31″N 79°37′49″O / 39.07528, -79.63028. Según la Oficina del Censo de los Estados Unidos, Hendricks tiene una superficie total de 0.9 km², de la cual 0.89 km² corresponden a tierra firme y (1.16%) 0.01 km² es agua.

## Demografía
Según el censo de 2010, había 272 personas residiendo en Hendricks. La densidad de población era de 303,53 hab./km². De los 272 habitantes, Hendricks estaba compuesto por el 100% blancos, el 0% eran afroamericanos, el 0% eran amerindios, el 0% eran asiáticos, el 0% eran isleños del Pacífico, el 0% eran de otras razas y el 0% pertenecían a dos o más razas. Del total de la población el 0% eran hispanos o latinos de cualquier raza.